# 晶文社
株式会社晶文社（しょうぶんしゃ）は、東京の神保町にある文学・藝術・人文科学を中心とした書籍出版社。
1990年、一般社団法人出版梓会の第6回出版文化賞を受賞。2020年、一般社団法人出版梓会の第17回新聞社学芸文化賞を受賞している。
1960年、中村勝哉と小野二郎が、文芸書と学習参考書を刊行する出版社として創業。トレードマークは動物のサイである。

## 概要
人文社会科学書・実用書・ルポルタージュ・文芸・サブカルチャーなど、多彩なジャンルの書籍を出版する。装幀家平野甲賀が一時期在籍した。
1973年、植草甚一らの手によって『ワンダーランド』が刊行され、のちに株式会社ジェー・アイ・シー・シー（現宝島社）に譲渡され1974年6月『宝島』になった。
2009年8月26日、晶文社の経営危機についての情報が、岡崎武志のブログに掲載された。その直後の2009年8月31日、社長（当時）の中村哲司への朝日新聞の取材により、「文芸一般書の新刊については、今までの半分以下の点数にまで減らすことにした」と公表された。
2010年4月、千代田区外神田から神田神保町へ社屋を移転した。2014年3月、吉本隆明全集全38巻・別巻1の刊行開始。

## 著名な刊行物
- 『複製技術時代の芸術』（ヴァルター・ベンヤミン著、高木久雄ほか訳、1970年発行）
- 『日本の喜劇人』（中原弓彦著、1972年発行）
- 『SFに何ができるか』（ジュディス・メリル著 浅倉久志訳 1972年発行）
- 『ボルヘスとの対話』リチャード・バーギン著 柳瀬尚紀訳 1973年
- 『ボブ・ディラン全詩集』（ボブ・ディラン著、片桐ユズル・中山容訳、1974年3月発行）
- 『東京昭和十一年－桑原甲子雄写真集－』桑原甲子雄著、1974年
- 『アメリカの鱒釣り』（リチャード・ブローティガン著、藤本和子訳、1975年発行）
- 『一銭五厘たちの横丁』児玉隆也　1975年
- 『植草甚一スクラップブック』（植草甚一著、1976年〜1980年発行）
- 『つげ義春とぼく』（つげ義春著、1977年6月発行）
- 『火星探険』旭太郎作 大城のぼる画 1980年刊行
- 『にっぽん音吉漂流記』春名徹 1980年刊行
- 『就職しないで生きるには』レイモンド・マンゴー 1981年刊行
- 『映画術 ヒッチコック/トリュフォー』（アルフレッド・ヒッチコックとフランソワ・トリュフォー著、山田宏一・蓮實重彦訳、1981年発行）
- 『よい戦争』（スタッズ・ターケル著、中山容訳、1985年7月発行）
- 『古川ロッパ昭和日記』（古川ロッパ著、滝大作監修、1987年発行）
- 『貧困旅行記』(つげ義春著、1991年9月発行）
- 『できればムカつかずに生きたい』（田口ランディ著、2000年発行）
- 『普及版　数の悪魔』（ハンス・マグヌス・エンツェンスベルガー著、ベルナー絵、丘沢静也訳、2000年発行）
- 『サリンジャー ――生涯91年の真実』（ケネス・スラウェンスキー著、田中啓史訳、2013年8月発行）
- 『吉本隆明全集』（2014年3月より刊行開始）

## その他シリーズ・著作集
- 島尾敏雄作品集 全4巻 1961-1962
- 長谷川四郎作品集 全5巻 1966-1967
- ポール・ニザン著作集 全9巻 別巻2 1966-1975
- ウェスカー全作品 全3巻　1967-1968
- 晶文選書
- 今日の文学 全14巻
  - 草は歌っている ドリス・レッシング著 ; 山崎勉, 酒井格訳 1970
  - 眠る男 ジョルジュ・ペレック著 ; 海老坂武訳 1970
  - アンクル・トムの子供たち リチャード・ライト著 ; 皆河宗一訳 1970.5
  - 蜜の味 シーラ・ディレーニー著 ; 小田島雄志訳 1970
  - 親父を殴り殺せ ジョン・ウェイン著 ; 中川敏訳 1969.8
  - ロング・マーチ ウィリアム・スタイロン著 ; 須山静夫訳 1969.5
  - 街の草 ピエール・ガスカール著 ; 篠田浩一郎訳 1969.9
  - 八人の男 リチャード・ライト著 ; 赤松光雄, 田島恒雄訳 1969.3
  - ジャズ・ストリート W.M.ケリー著 ; 黄寅秀訳 1969
  - ぼくの遺稿集 ローベルト・ムジール著 ; 森田弘訳 1969
  - ダッチマン ; 奴隷 リロイ・ジョーンズ著 ; 邦高忠二訳 1969
  - バール ; 夜うつ太鼓 ; 都会のジャングル ベルトルト・ブレヒト著 ; 石黒英男訳 1968
  - 国境 レジス・ドブレ著 ; 浦野衣子訳 1968.11
  - 青空 ジョルジュ・バタイユ著 ; 天沢退二郎訳 1968.
- チェーザレ・パヴェーゼ全集　全7巻　1969-1975
- ヴァルター・ベンヤミン著作集 全14巻 1969-1994
- 女のロマネスク　全7巻 1973-1975
- 文学のおくりもの 全28巻 1975-1980 「ベスト版　文学のおくりもの」新装版が1997
- 長谷川四郎全集　全16巻 1976-1978
- ものがたり図書館 全3巻 1977
- 島尾敏雄全集 全17巻 1980-1983
- ダウンタウン・ブックス 1980-1981
- ディネーセン・コレクション　全4冊　1981-1982
- ベルトルト・ブレヒト・コレクション 全４冊 1981
- 就職しないで生きるにはシリーズ 1982-1985
  - ぼくは本屋のおやじさん 早川義夫　1982
  - 包丁一本がんばったンねん 橋本憲一   1982/5/1
  - みんな八百屋になーれ 長本光男 1982/7/1
  - 輸入レコード商売往来 岩永正敏 1982/10/1
  - ふだん着のブティックができた 津野いづみ 1982/9/1
  - ぼくのペンションは森のなか 加藤則芳 1983/7/1
  - 花屋になりたくない花屋です 河田はな絵 1983/1/1
  - がらくた雑貨店は夢宇宙 長谷川義太郎 1983/9/1
  - 子どもの本屋、全力投球 増田喜昭 1983/11/25
- アウトドアショップ風まかせ 油井昌由樹 1985/11/1
- シリーズ「犀の本」1983-
- シリーズ「晶文社セレクション」 1983-
- オーウェル・小説コレクション 全５巻 1984
- 韓国文学のオクリモノ
- 就職しないで生きるには21シリーズ 2014 - 
  - 偶然の装丁家 矢萩多聞 2014/5/2
  - 小さくて強い農業をつくる 久松達央 2014/11/25
  - プログラミングバカ一代 清水亮, 後藤大喜 2015/7/25
  - 不器用なカレー食堂 鈴木克明,鈴木有紀 2015/8/4

## 主な編集者（元・故人を含む）
- 小野二郎 - 弘文堂編集者であった
- 津野海太郎
- 木島始
- 高平哲郎
- 瀬戸俊一
- 中川六平
- 斉藤典貴
- 安藤聡
- 原浩子
- 篠田里香
- 宮里潤